# Drugetháza
Drugetháza (ukránul: Зарічово) település Ukrajnában, Kárpátalján, az Ungvári járásban.

## Fekvése
Ungvártól északkeletre, Perecseny, Újszemere és Bercsényifalva között, az Ung-folyó partján található.

## Története
Dokumentumok először a 14. században említik. Ekkor Károly Róbert a Drugeth családnak adta, és ezután évszázadokig az ő tulajdonukban maradt. Róluk kapta a falu magyar nevét.
A 18. század végén Vályi András így ír róla: „ZARICSÓ. Orosz falu Ungvár Várm. földes Ura a’ Kir. Kamara, fekszik Ung vize mellett; határja jó.”
Fényes Elek 1851-ben kiadott geográfiai szótárában így ír a faluról: „Zaricsó, Ungh v. orosz falu, ut. p. Ungvárhoz 2 1/2 mfdnyire: 1206 g. kath., 25 zsidó lak. Határa meglehetős. Erdeje sok. G. kath. paroch. templom. F. u. a kamara.”
A trianoni béke előtt Ung vármegye Perecsenyi járásához tartozott. Az első világháborút követően a mesterségesen létrehozott Csehszlovákiához csatolták, majd 1938-tól ismét Magyarországhoz tartozott 1944 őszéig, amikor a szovjet csapatok megszállták.
Ennek következtében 1945-ben az Ukrán Szovjet Szocialista Köztársaság, s ezzel együtt a Szovjetunió részévé vált. 1991 óta a független Ukrajna része.

## Népessége
- 1910-ben 1993 lakosából 127 magyar, 37 német, 1829 ruszin anyanyelvű volt; ebből 1925 görögkatolikus és 63 izraelita volt.
- 1989-ben már 2287 lakosa volt.

| 2001 | 2 279 |

A népesség anyanyelv szerinti megoszlása a teljes népesség %-ában (2001)
- 2024-ben a lakosság száma 2110 fő.[5] Lakóinak többsége az ukrán nemzeti kisebbséghez, a lemkókhoz tartozik.

## Neves személyek
- Itt szolgált Fenczik István apja
- Itt született Ivan Harajda ruszin nyelvész, pedagógus

## Közlekedés
A településen áthalad a Csap–Ungvár–Szambir–Lviv-vasútvonal.

## Nevezetessége
- A Lemkivszka Szadiba múzeumot 1985-ben, a falu egyik lakóházában nyitották meg. Állandó kiállítása a lemkók életét mutatja be.